# Alpii Silvretta
Alpii Silvretta fac parte din grupa Alpii Orientali Centrali, ei se întind pe o parte din teritoriul landului Tirol și Vorarlberg din Austria și pe teritoriul cantonului Graubünden din Elveția. In regiunea vârfului Dreiländerspitze se află punctul de întâlnire a granițelor landurilor Tirol, Vorarlberg și Graubünden. Munți au mai ales la nord de Pasul Flüela o serie de piscuri peste altitudinea de 3000 m deasupra n.m. acoperite de ghețari, din care cauză muții mai sunt numiți „Die Blaue Silvretta” (Silvretta albastră). Cel mai înalt pisc al masivului este Piz Linard (3.411 m), el se află în Elveția de unde poate fi și escaladat. Peisajele montane mai frumoase se pot vedea din Austria.

## Munți învecinați
- Rätikon (in Nordvest)
- Verwallgruppe (in Nord)
- Samnaungruppe (in Ost)
- Sesvennagruppe (in Sud)
- Albula-Alpen (in Sudvest)
- Plessur-Alpen (in Vest)

## Vârfuri

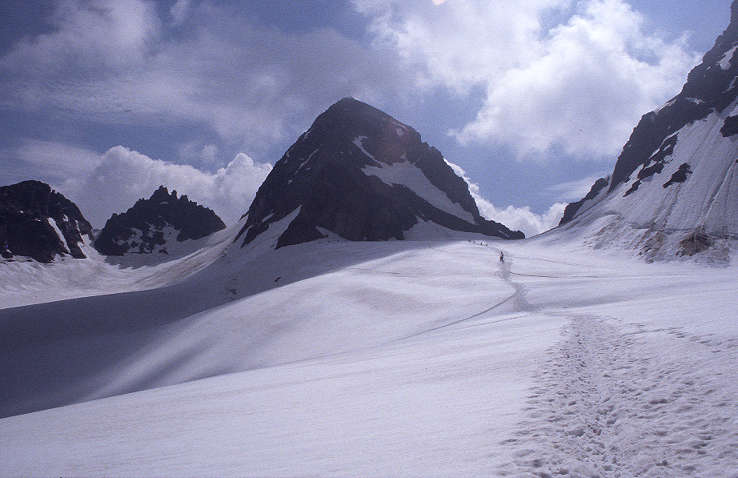
Piz Buin (3312 m) cu gheţarul Ochsentaler

Cele mai inalte piscuri din masivul Silvretta:
| Nume                       | Land | Altitudine |
| -------------------------- | ---- | ---------- |
| Piz Linard                 | CH   | 3411 m     |
| Fluchthorn, Piscul de sud  | CH/A | 3398 m     |
| Fluchthorn, Piscul central | CH/A | 3397 m     |
| Großer Piz Buin            | CH/A | 3312 m     |
| Fluchthorn, Piscul de nord | CH/A | 3309 m     |
| Verstanklahorn             | CH   | 3297 m     |
| Piz Fliana                 | CH   | 3281 m     |
| Micul Piz Buin             | CH/A | 3255 m     |
| Silvrettahorn              | CH/A | 3244 m     |
| Chapütschin                | CH   | 3232 m     |